# 吉列尔莫·普列托

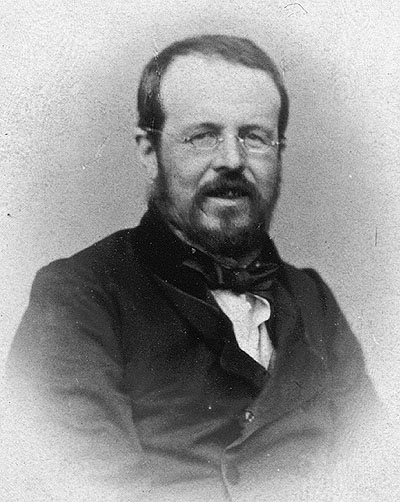
吉列尔莫·普列托

吉列尔莫·普列托·普拉迪略 (Guillermo Prieto Pradillo，1818年2月10日 - 1897年3月2日）是一位墨西哥小说家、诗人、编年史作家、记者、散文家、政治人物。
吉列尔莫·普列托當過巴伦廷·戈麦斯·法里亚斯和阿纳斯塔西奥·布斯塔曼特的私人秘书。他還當過馬里亞諾·阿里斯塔、胡安·阿爾瓦雷斯和贝尼托·华雷斯內閣的财政部长以及何塞·马里亚·伊格莱西亚斯內閣的外交部长。